# Сели (Таллин)
Се́ли (эст. Seli) — микрорайон в районе Ласнамяэ города Таллина, столицы Эстонии. Ранее имел неофициальное название микрорайон Каллаку (эст. Kallaku mikrorajoon).

## География
Расположен в восточной части Таллина. Граничит с микрорайонами Прийсле, Мустакиви и Вяо. Площадь — 0,95 км2. 

## Улицы
В микрорайоне проходят улицы Кристьяна Кярбера, Лаагна, Юмера, Синимяэ, Раадику, Раху, Уссимяэ, Юмера, бульвар Сели и бульвар Тазуя. На юге граница микрорайона проходит вдоль Петербургского шоссе.

## Общественный транспорт
В микрорайоне курсируют городские автобусные маршруты номер 7, 9,12,13, 30, 31, 35, 42, 46, 49, 50, 51, 54, 58, 60, 63, 65, 67.

## Население
В 2014 году в Сели проживали 13 039 человек, из них мужчин — 45 %; эстонцы составляли 20 % жителей микрорайона.
| Численность населения микрорайона Сели на 1 января по данным Регистра народонаселения | Численность населения микрорайона Сели на 1 января по данным Регистра народонаселения | Численность населения микрорайона Сели на 1 января по данным Регистра народонаселения | Численность населения микрорайона Сели на 1 января по данным Регистра народонаселения | Численность населения микрорайона Сели на 1 января по данным Регистра народонаселения | Численность населения микрорайона Сели на 1 января по данным Регистра народонаселения | Численность населения микрорайона Сели на 1 января по данным Регистра народонаселения | Численность населения микрорайона Сели на 1 января по данным Регистра народонаселения |
| 2008                                                                                  | 2010                                                                                  | 2011                                                                                  | 2012                                                                                  | 2013                                                                                  | 2014                                                                                  | 2015                                                                                  | 2016                                                                                  |
| ------------------------------------------------------------------------------------- | ------------------------------------------------------------------------------------- | ------------------------------------------------------------------------------------- | ------------------------------------------------------------------------------------- | ------------------------------------------------------------------------------------- | ------------------------------------------------------------------------------------- | ------------------------------------------------------------------------------------- | ------------------------------------------------------------------------------------- |
| 13 102                                                                                | ↗13 152                                                                               | ↘13 095                                                                               | ↘12 997                                                                               | ↘12 966                                                                               | ↗13 039                                                                               | ↘12 900                                                                               | ↗12 916                                                                               |
| 2017                                                                                  | 2018                                                                                  | 2019                                                                                  | 2020                                                                                  | 2021                                                                                  | 2022                                                                                  | 2023                                                                                  |                                                                                       |
| ↘12 816                                                                               | ↗12 874                                                                               | ↘12 533                                                                               | ↗12 583                                                                               | ↗12 605                                                                               | ↘12 499                                                                               | ↘12 372                                                                               |                                                                                       |

## История
Микрорайон Сели образован на основе бывшего V микрорайона Ласнамяэ. Своё название получил в честь хутора Сели деревни Прийсле, который в прошлом находился на этой территории. Название хутора, в свою очередь, вероятно, происходит от слова эст. selg или эст. seljandik («спина», «хребет»). Хутору принадлежало 79 гектаров земли и на его территории находилось два жилых дома.
В советское время микрорайон был застроен панельными 5- и 9-этажными домами. У восточной границы микрорайона есть несколько 17-этажных домов.

## Галерея
- Микрорайон Сели
- Въезд в Таллин по Нарвскому шоссе. Микрорайон Сели — справа
- Высотные дома на улице Юмера
- Детская игровая площадка
- Детский сад
- Торговый центр «Юмера»